# Monteverdi Marittimo
Monteverdi Marittimo è un comune italiano di 801 abitanti della provincia di Pisa in Toscana, nell'entroterra della Maremma Pisana.

## Geografia fisica

### Territorio
Il paese, facente parte del circondario della val di Cornia, sorge a ridosso delle Colline Metallifere, ad un'altitudine di 364 metri s.l.m.
È il comune più meridionale della provincia di Pisa. Confina a ovest con la provincia di Livorno e a sud con quella di Grosseto.
Dista 90 km da Pisa, 85 da Livorno, 70 da Grosseto e circa 40 da Piombino, che sono le principali città di riferimento.
In linea d'aria, a circa 15 km più a ovest si trova la costa tirrenica.
I maggiori corsi d'acqua che passano per il territorio comunale sono il fiume Cornia, i torrenti Sterza e Sterzuola, il Massera e il Ritasso.

### Clima
- Diffusività atmosferica: alta, Ibimet CNR 2002

## Storia

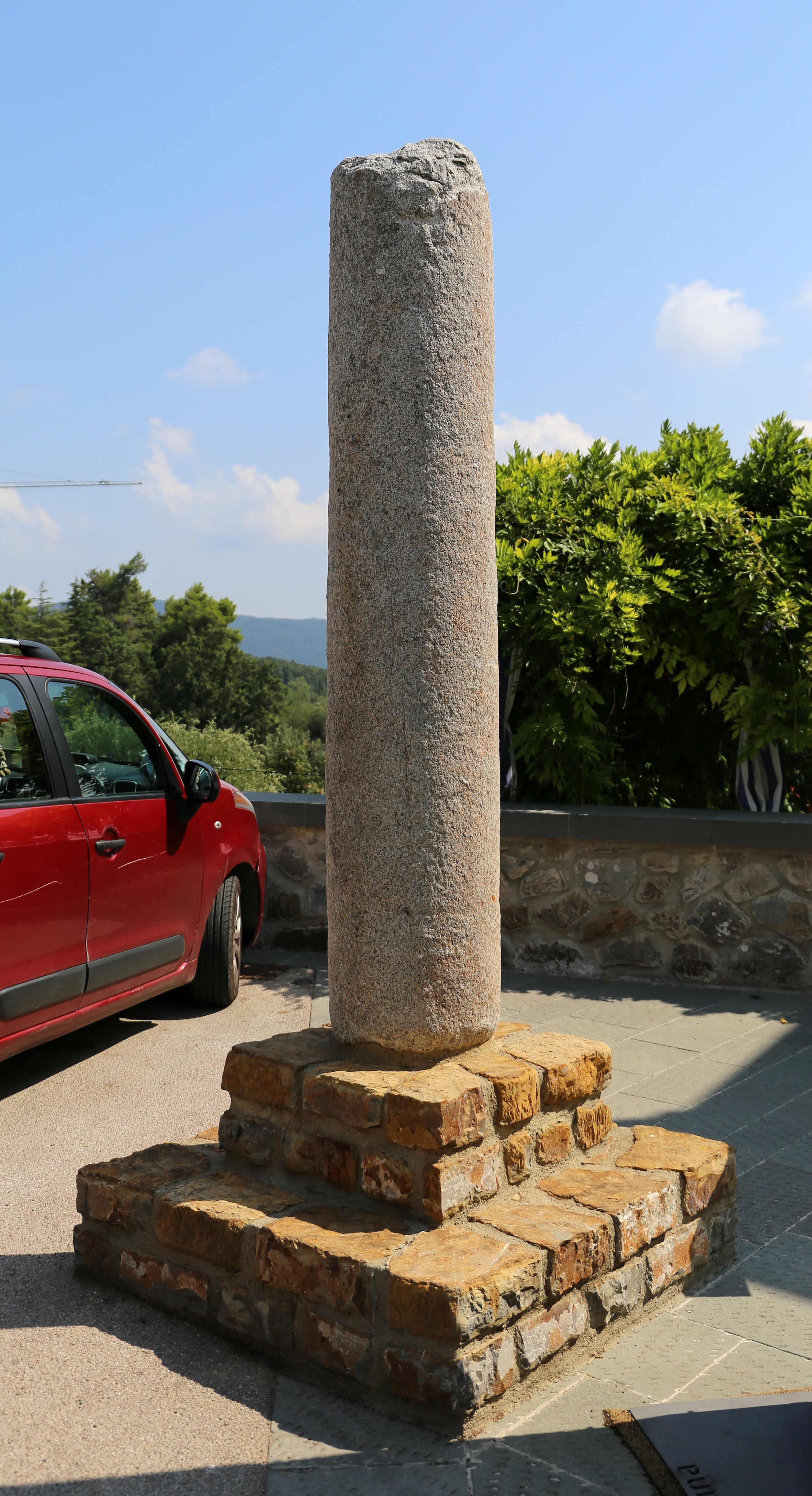
Colonna in granito scavata nel sito dell'abbazia altomedievale di San Pietro

Il comune di Monteverdi Marittimo, conserva antiche testimonianze, infatti sono stati ritrovati in prossimità dell'abitato resti di una strada romana e altre rovine, ma le origini del borgo sono da imputare alla fondazione dell'abbazia del monastero di San Pietro in Palazzuolo avvenuta nell'alto medioevo anno 754 d.C. per opera dal nobile longobardo figlio del gastaldo Ratchausi di Pisa, Wilfrido (san Walfredo) è indicato come il capostipite della famiglia pisana che verrà successivamente conosciuta come Della Gherardesca. Il castello di Monteverdi sorse prima del Mille ma sicuramente successivamente all'abbazia; la storia del monastero e del castello non è sempre andata di pari passo, infatti mentre gli abitanti del borgo si sottomisero a Volterra, i monaci benedettini di San Pietro si misero sotto la protezione di Massa Marittima. Il castello era di proprietà dei Bonsignore (o Bonsignori) nell'XII e nel XIII secolo. In seguito Volterra prese il controllo di tutto il territorio. Nel 1360 il monastero venne assalito e danneggiato da Pisa durante gli scontri con i Fiorentini; in questo periodo il monastero era aggregato alla Congregazione dei Vallombrosani.
Monteverdi a fasi alterne venne assoggettato da Firenze e dalla Signoria di Piombino; infine i Fiorentini sottomisero Monteverdi nel 1472 in occasione della conquista di Volterra. Il Monastero perse gradualmente importanza fino al suo abbandono nel 1561, con richiesta di trasferimento dei monaci dentro il castello di Monteverdi, a condizione però che essa ritenesse il titolo di San Pietro; questo nuovo convento si limitò ad un ospizio con due o tre monaci dell'abbazia di Vallombrosa di cui si hanno notizie fino al 1700. Nel 1665 il granduca di Toscana Ferdinando II de' Medici eresse il territorio Monteverdi in feudo granducale compresi quello di Canneto, e i casali di Gualda e di Caselli, consegnandoli alla nobile famiglia volterrana degli Incontri, a favore del cavaliere poi senatore Ferdinando Incontri.
Il borgo è uno di quelli che trasse maggiore vantaggio dalle riforme leopoldine messe in atto nel 1776 da Pietro Leopoldo di Lorena. Con l'abolizione dei feudi a seguito del nuovo assetto territoriale ridisegnato dal Granducato di Toscana, il castello di Monteverdi ottenne infatti la sospirata autonomia comunale. La dominazione dei Lorena continuò sino all'inizio del 1800 infatti come nel resto della toscana il territorio fu invaso dalle truppe francesi al seguito di Napoleone Bonaparte che occuparono il territorio e vi rimasero fino al 1814. Dal 1815 Monteverdi Marittimo rientrò a far parte del Granducato di Toscana, retto ancora dai Lorena, il comune era amministrativamente sotto Pisa, nel 1837 passa sotto l'amministrazione del compartimento granducale di Grosseto, rimanendovi fino alla sua annessione al Regno d'Italia avvenuta ad opera del re Vittorio Emanuele II di Savoia, rientrando amministrativamente nell'ambito pisano nella neonata provincia di Pisa. Testimonianza del periodo lorenese è la cappella oratorio del Santissimo Sacramento del 1751 con la collocazione al suo interno delle spoglie di san Walfredo.
Durante la seconda guerra mondiale, nel periodo della Repubblica Sociale Italiana, la famiglia ebraica livornese degli Archivolti (padre, madre e figlia) si era trasferita a Monteverdi nel podere La Cornazzola in cerca di rifugio, confidando nell'isolamento del luogo. Liliana Archivolti lavorava come insegnante dell'Orfanotrofio israelitico nel limitrofo comune di Sassetta. Il 10 marzo 1944 il Podestà di Monteverdi denunciò la  presenza della famiglia ebraica alla Questura di Pisa. Gli arresti furono effettuati il primo aprile. Ne fu risparmiato l'anziano padre, ultrasettantenne. Le due donne, deportate il 16 maggio 1944 ad Auschwitz, vi troveranno la morte.

### Simboli
Lo stemma è stato riconosciuto con decreto del capo del governo del 16 febbraio 1937.
Il gonfalone è un drappo di giallo.

## Monumenti e luoghi d'interesse

### Architetture religiose
- Chiesa di Sant'Andrea
- Oratorio del Santissimo Sacramento
- Chiesa di San Lorenzo a Canneto
- Monastero di San Pietro in Palazzuolo

## Società

### Evoluzione demografica
Abitanti censiti

### Tradizioni e folclore
- Festa di San Walfredo: la festa è celebrata ogni prima domenica di agosto in onore del nobile longobardo fondatore dell'abbazia di San Pietro in Palazzuolo.

## Geografia antropica
Il territorio comunale di Monteverdi Marittimo comprende al suo interno la frazione di Canneto e il nucleo abitato di Gualda.

## Amministrazione
Di seguito è presentata una tabella relativa alle amministrazioni che si sono succedute in questo comune.
| Periodo        | Periodo          | Primo cittadino        | Partito                         | Carica  | Note   |
| -------------- | ---------------- | ---------------------- | ------------------------------- | ------- | ------ |
| ?              | 9 giugno 1990    | Mario Bisio Cruschelli | Democrazia Cristiana            | Sindaco | [ 12 ] |
| 9 giugno 1990  | 20 febbraio 1993 | Rino Serradimigni      | Democrazia Cristiana            | Sindaco | [ 12 ] |
| 17 aprile 1993 | 14 giugno 1999   | Carlo Giannoni         | Partito Socialista Italiano     | Sindaco | [ 12 ] |
| 14 giugno 1999 | 14 giugno 2004   | Leo Biondi             | Centro-sinistra                 | Sindaco | [ 12 ] |
| 14 giugno 2004 | 27 maggio 2019   | Carlo Giannoni         | Lista civica di centro-sinistra | Sindaco | [ 12 ] |
| 27 maggio 2019 | in carica        | Francesco Govi         | Lista civica                    | Sindaco | [ 12 ] |

Fino al 1º marzo 2012 ha fatto parte della Comunità Montana Alta Val di Cecina. Con lo scioglimento di quest'ultima, ha fondato con i comuni di Pomarance e Montecatini Val di Cecina, l'Unione Montana Alta Val di Cecina.